# Honoré-Armand de Villars
Honoré-Armand, duque de Villars, duque y par de Francia, príncipe de Martigues, grande de España, caballero de la Orden del Toisón de Oro, Vizconde de Melun, Marqués de la Melle, conde de Rochemiley, nació en París el 4 de octubre de 1702 y murió en Aix en mayo de 1770.
Fue el hijo de Claude Louis Hector de Villars y de Jeanne-Angélique Rocque de Varengeville, y nieto de Pierre de Villars. Se casó en 1721 con Amable-Gabrielle de Noailles, hija de Adrien Maurice de Noailles. Tuvo una hija el 18 de marzo de 1723, Aimable-Angélique de Villars.
Dueño de un Campo de Regimiento de Caballería, Brigadier de los ejércitos del Rey, sirvió en Italia en 1733 bajo las órdenes de su padre. Llevó la noticia de la toma del Castillo de Milán para el Rey. 
Fue miembro de la Academia francesa, donde sucedió a su padre en la silla 18 el 16 de agosto de 1734. Fue Gobernador general de las regiones y condado de Provenza y de la Tour du Bouc, asimismo, siguiendo a su padre desde 1734 hasta su muerte.

## La vida en Provenza
Residió en Provenza, fue protector de la Academia de Marsella e iba raramente a la Academia francesa; fue amigo de Voltaire, d'Alembert y Duclos.
En 1750, el entonces gobernador de Provenza, se compró una mansión particular en el actual paseo Mirabeau, construida en 1710 por Louis d'Esmivy de Moissac, asesor en el Tribunal de Cuentas. Esta mansión estaba construida sobre una parcela de prestigio, destinada desde 1664 a ser una "casa del gobierno". Pero el duque de Vendôme, gobernante a quien había dado el terreno, prefirió finalmente el aislamiento del lugar de los Franciscanos donde edificó su famoso pabellón.
La fachada terminada en 1757, por el duque de Villars, de Georges Vallon: las cuatro columnas, que rodean la entrada son monumentales, con las de la Mansión de Ville y de la Universidad, los únicos que están justamente en el espacio municipal - signo y privilegio del gobernador. La escalera a una bella rampa que adornaba las armas de Villars (robadas en 1980). Después se llamó Mansión de Villars.
Pero Honoré Armand vivió poco en Aix. No fue bien recibido por la población ni por los dirigentes, incluyendo al Parlamento de Provenza. Este estigma se debió a que  representaba al rey. Esta actitud regia eriza a una provincia en la última parte de Francia, un poco rebelde, donde el conde de Mirabeau fue elegido representante del Tercer Estado. Honoré-Armand va más a menudo a Marsella.

## Los últimos años
Por su testamento del 27 de junio de 1765, Honoré Armand, duque de Villars, gobernador de Provenza lega a la villa de Aix-en-Provence una suma importante, destinada a la creación de varias instituciones: una biblioteca pública, un jardín botánico, un gabinete de antigüedades y medallas, y una escuela de dibujo. Esta escuela fue inmediatamente instalada en la Capilla de los Dames, dependencia del Colegio borbónico. 
Él legó igualmente la estatua de su padre, Louis Hector, mariscal de Francia y triunfante de Denain, realizada por el escultor Nicolas Coustou, para que decorara la sala de la primera biblioteca pública. Guardada en el convento benedictino después de la Revolución, la escultura cae en el olvido hasta 1812, cuando se coloca encima de la escalera principal del Ayuntamiento.
Su única hija, rápidamente viuda, terminó sus días en el convento.

## Homosexualidad
Recibió el apodo de "amigo del hombre" ya que su homosexualidad era de conocimiento público.